# هانز ديملت
هانز ديملت (بالإنجليزية Hans Georg Dehmelt) هو عالم فيزيائي ألماني-أمريكي حاز على جائزة نوبل للفيزياء عام 1989 بالاشتراك مع نورمان رامسي و ولفجانج باول. وكانت مشاركة ديملت في الجائزة عن اختراعه مصيدة الأيونات ومصيدة الإلكترونات ، وهي طرق لزيادة عدد الأيونات أو الإلكترونات في مصيدة تمهيدا لاستخدامها في التحليل الطيفي.
ولد هانز ديملت في 9 سبتمبر 1922 مدينة جورليتز بألمانيا .

## روابط خارجية
- هانز ديملت على موقع الموسوعة البريطانية (الإنجليزية)
- هانز ديملت على موقع مونزينجر (الألمانية)
- هانز ديملت على موقع إن إن دي بي (الإنجليزية)